# Журавники (Люблінське воєводство)
Журавники (пол. Żurawniki) — село в Польщі, у гміні Мелґев Свідницького повіту Люблінського воєводства.
Населення — 223 особи (2011).
У 1975-1998 роках село належало до Люблінського воєводства.

## Демографія
Демографічна структура станом на 31 березня 2011 року:
|          | Загалом | Допрацездатний вік | Працездатний вік | Постпрацездатний вік |
| -------- | ------- | ------------------ | ---------------- | -------------------- |
| Чоловіки | 102     | 17                 | 71               | 14                   |
| Жінки    | 121     | 24                 | 67               | 30                   |
| Разом    | 223     | 41                 | 138              | 44                   |